# Murdannia spirata
Murdannia spirata är en himmelsblomsväxtart som först beskrevs av Carl von Linné, och fick sitt nu gällande namn av Gerhard Brückner. Murdannia spirata ingår i släktet Murdannia och familjen himmelsblomsväxter. IUCN kategoriserar arten globalt som livskraftig.

## Underarter
Arten delas in i följande underarter:
- M. s. parviflora
- M. s. spirata

## Bildgalleri

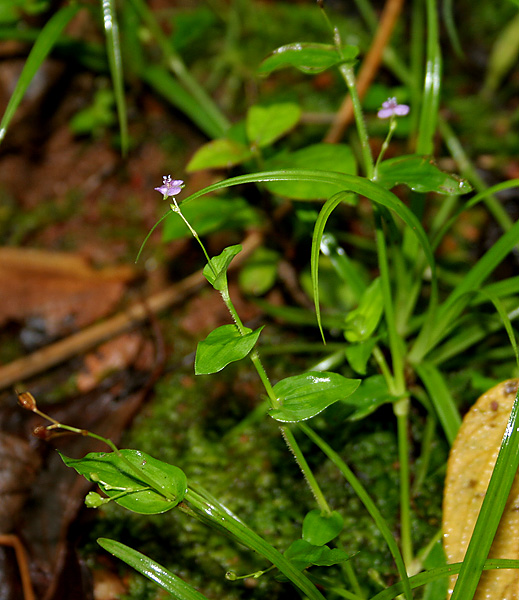
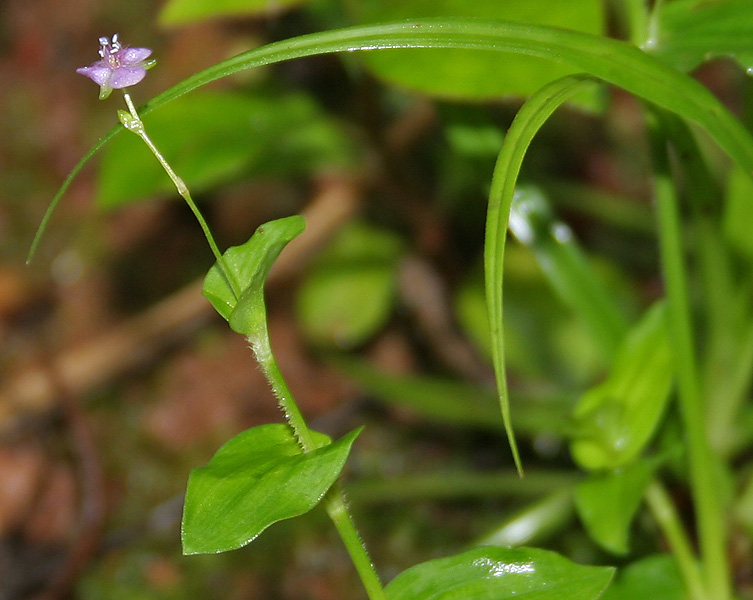